# Rhizoprionodon lalandii
Rhizoprionodon lalandii är en hajart som först beskrevs av Müller och Henle 1839.  Rhizoprionodon lalandii ingår i släktet Rhizoprionodon och familjen revhajar. IUCN kategoriserar arten globalt som otillräckligt studerad. Inga underarter finns listade i Catalogue of Life.